# Ansaldo (nome)
Ansaldo  è un nome proprio di persona italiano maschile.

## Varianti
- Femminili: Ansalda[3]

### Varianti in altre lingue
- Catalano: Ansald[4]
- Germanico: Ansovald[5], Ansoald[5], Ansald[5], Ansold[5]
- Latino: Ansaldus[1][2], Ansoaldus[2][3]
- Spagnolo: Ansaldo[4]

## Origine e diffusione
Deriva dall'antico nome germanico Ansovald, tipicamente longobardo e francone, documentato nelle forme latine Ansoaldus e Ansaldus; è composto dagli elementi ans ("dio", "divinità") e wald ("regnare", "potente"), quindi il significato complessivo può essere interpretato come "Dio regna", "potenza divina" o "potente per volere divino". È imparentato con il nome Osvaldo, di origine anglosassone.
Ad oggi gode di scarsa diffusione. È invece meglio attestato come cognome, derivante dal nome stesso.

## Onomastico
Essendo un nome adespota, ossia privo di santo patrono, il suo onomastico viene festeggiato il 1º novembre, in occasione di Ognissanti.

## Persone

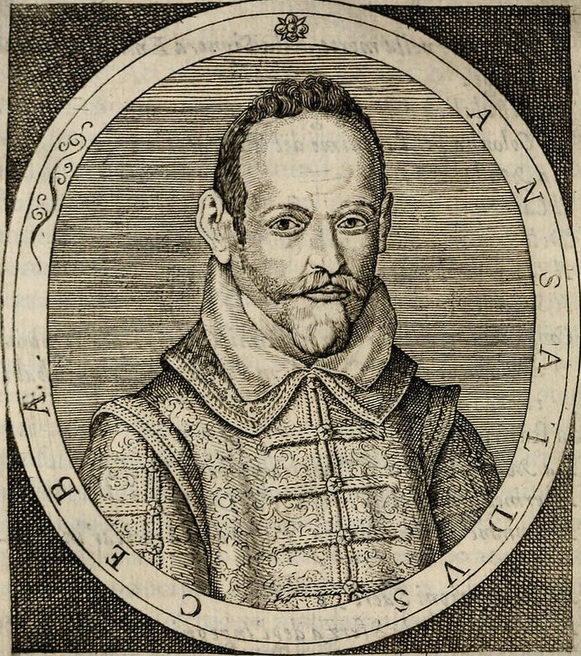
Ansaldo Cebà

- Ansaldo Ansaldi, giurista e letterato italiano
- Ansaldo Cebà, poeta e scrittore italiano
- Ansaldo Poggi, liutaio italiano